# Loopt een man over het water...
Loopt een man over het water... is een nooit uitgezonden televisieprogramma van de EO dat gepresenteerd zou worden door Arie Boomsma, maar dat als gevolg van grote kritiek van de achterban van de omroep geschrapt werd.

## Inhoud
In elke aflevering krijgt een niet-gelovige cabaretier de opdracht om een theaterprogramma over het geloof, in het bijzonder over hun beeld van Jezus, neer te zetten. Boomsma gaat met de cabaretier in discussie over het hoe en waarom van de grappen.
Boomsma: "Het is een spannende dialoog die in het programma ontstaat. Denk aan de EO en je denkt aan Jezus. Tegelijkertijd stellen we ons ook kwetsbaar op. Dat maakt dit programma interessant."

## Afleveringen
| Aflevering | Gepland op     | Cabaretier    | Onderwerp       |
| ---------- | -------------- | ------------- | --------------- |
| 1          | 31 - 08 - 2009 | Guido Weijers | Marcusevangelie |

De EO was van plan eerst een proefaflevering te maken die als onderdeel van TV Lab, een themaweek van de Nederlandse Publieke Omroep waarin programmamakers de kans krijgen om nieuwe programma's en formats uit te proberen, zou worden uitgezonden. Als dit positief uit zou pakken, zou de EO in 2010 een complete serie maken.

## Achtergrond
Boomsma presenteerde bij de EO het programma 40 dagen zonder seks, dat bij de achterban kritiek opriep. Ook kwam hij eerder in 2009 in opspraak door tegen de afspraken met zijn werkgever in, zonder overleg schaars gekleed in L'Homo (eenmalige homo-uitgave van het tijdschrift LINDA.) te verschijnen. Dit leverde hem een tijdelijke schorsing op.
Het was al enige tijd bekend dat Boomsma werkte aan een nieuw controversieel programma. Op 27 juli maakte hij inhoudelijke aspecten over het programma bekend (zie boven). Hierop kwamen onmiddellijk negatieve reacties los van EO-leden die de opzet van het programma niet bij de EO vonden passen en bang waren voor respectloze en godslasterende grappen. Het lag voor de hand dat cabaretiers in hun grappen -naar de normen van vele christenen- 'te ver' zouden gaan. De EO had al wel besloten eventuele vloeken weg te zullen piepen.
Op 3 augustus besloot de directie van de EO echter het programma te annuleren omdat alle negatieve beeldvorming er inmiddels toe geleid had dat mensen een onjuist beeld hadden van het programma (bijvoorbeeld dat het zou bestaat uit enkel grappen over God), waardoor het niet meer mogelijk was om het oorspronkelijke doel, namelijk om met niet-gelovige mensen op laagdrempelige en aantrekkelijke wijze het gesprek over Jezus te openen, te halen. Boomsma reageerde teleurgesteld op dit besluit. Korte tijd later besloten Arie Boomsma en de EO om hun samenwerking te beëindigen.